# Tây Ấn thuộc Đan Mạch
Tây Ấn thuộc Đan Mạch (tiếng Đan Mạch: Dansk Vestindien) hay Quần đảo Virgin thuộc Đan Mạch (tiếng Đan Mạch: Danske Jomfruøer) hay Antilles thuộc Đan Mạch là một thuộc địa của Đan Mạch ở vùng biển Caribe, bao gồm các đảo Saint Thomas với diện tích 32 dặm vuông (83 km2); Saint John (tiếng Đan Mạch: St. Jan) với 19 dặm vuông (49 km2); và Saint Croix với 84 dặm vuông (220 km2). Quần đảo này thuộc về Hoa Kỳ với tên gọi Quần đảo Virgin thuộc Mỹ kể từ khi chúng được mua lại vào năm 1917. Đảo Water là một phần của Tây Ấn thuộc Đan Mạch cho đến năm 1905, khi nhà nước Đan Mạch bán nó cho Công ty Đông Á, một công ty vận tải tư nhân.
Công ty Tây Ấn-Guinea của Đan Mạch sáp nhập St. Thomas không có người ở vào năm 1672; sáp nhập St. John vào năm 1718; và mua St. Croix từ Pháp (Vua Louis XV) vào ngày 28 tháng 6 năm 1733. Khi Công ty Tây Ấn-Guinea của Đan Mạch phá sản vào năm 1754, Vua Frederik V của Đan Mạch – Na Uy nắm quyền kiểm soát trực tiếp ba hòn đảo. Anh chiếm đóng Tây Ấn thuộc Đan Mạch vào các năm 1801–1802 và 1807–1815 trong Chiến tranh Napoléon.
Thực dân Đan Mạch ở Tây Ấn nhằm mục đích khai thác hoạt động thương mại tam giác, liên quan đến việc xuất khẩu súng và các hàng hóa sản xuất khác sang châu Phi để đổi lấy nô lệ, những người sau đó được vận chuyển đến Caribe để làm việc tại các đồn điền trồng mía đường. Các thuộc địa Caribe lần lượt xuất khẩu đường, rượu rum và mật đường sang Đan Mạch. Nền kinh tế Tây Ấn thuộc Đan Mạch phụ thuộc vào chế độ nô lệ. Sau một cuộc nổi dậy, chế độ nô lệ chính thức bị bãi bỏ vào năm 1848, dẫn đến sự sụp đổ kinh tế của các đồn điền.
Năm 1852, Quốc hội Đan Mạch lần đầu tiên tranh luận về việc bán thuộc địa ngày càng thua lỗ. Đan Mạch đã nhiều lần cố gắng bán hoặc trao đổi Tây Ấn thuộc Đan Mạch vào cuối thế kỷ XIX và đầu thế kỷ XX: cho Hoa Kỳ và Đế quốc Đức. Quần đảo cuối cùng đã được bán cho Hoa Kỳ với giá 25 triệu đô la (tương đương 594.550.000 đô la vào năm 2023), Hoa Kỳ tiếp quản chính quyền vào ngày 31 tháng 3 năm 1917 và đổi tên lãnh thổ thành Quần đảo Virgin thuộc Mỹ.

## Lịch sử

### Thành lập

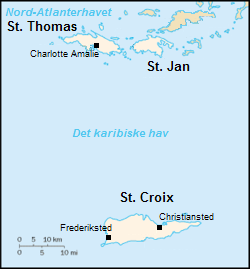
Bản đồ Tây Ấn thuộc Đan Mạch

Các thương gia Đan Mạch ở Copenhagen đã xin phép Vua Christian IV thành lập một công ty thương mại Tây Ấn vào năm 1622, nhưng vào thời điểm 8 năm độc quyền thương mại với Tây Ấn, thuộc địa Virginia, Brazil và Guinea được cấp vào ngày 25 tháng 1 năm 1625, sự thất bại của các Công ty Đông Ấn và Iceland của Đan Mạch và việc Đan Mạch bắt đầu tham gia vào Chiến tranh Ba mươi năm đã làm cạn kiệt mọi sự quan tâm đến ý tưởng này. Vương tử Frederick đã tổ chức một phái đoàn buôn bán đến Barbados vào năm 1647 dưới sự chỉ đạo của Gabriel Gomez và anh em nhà de Casseres, nhưng chuyến đi đó và chuyến thám hiểm năm 1651 của hai con tàu đã không thành công. Mãi cho đến khi chuyến thám hiểm riêng của Erik Smit trên tàu Fortuna năm 1652 thành công thì mối quan tâm đến thương mại của Tây Ấn mới chuyển thành mối quan tâm đến việc thành lập một thuộc địa mới của Đan Mạch.
Chuyến thám hiểm năm 1653 của Smit và một chuyến thám hiểm riêng gồm 5 con tàu khá thành công, nhưng chuyến thám hiểm thứ ba của Smit đã phát hiện ra hai con tàu của ông bị bắt giữ và tổn thất 32.000 rigsdaler. Hai năm sau, một đội tàu của Đan Mạch bị trận bão tàn phá vào tháng 8. Smit trở về sau chuyến thám hiểm thứ tư vào năm 1663 và chính thức đề xuất nhà vua cho định cư ở đảo St. Thomas vào tháng 4 năm 1665. Chỉ sau ba tuần cân nhắc, kế hoạch đã được thông qua và Smit được bổ nhiệm làm thống đốc. Những người định cư khởi hành trên tàu Eendragt vào ngày 1 tháng 7, nhưng chuyến đi không thành công: Con tàu gặp phải hai cơn bão lớn và bị cháy trước khi đến đích, và sau đó nó bị các tàu thực dân người Anh đột kích trong cuộc Chiến tranh Anh-Hà Lan lần thứ hai, trong đó Đan Mạch liên minh với Hà Lan. Smit chết vì bệnh tật, và một nhóm thực dân thứ hai đã đánh cắp con tàu và sử dụng nó để buôn bán với các hòn đảo lân cận. Sau một cơn bão và một đợt bùng phát dịch bệnh mới, thuộc địa sụp đổ, người Anh rời đến thuộc địa gần đó của Pháp ở Saint Croix, người Đan Mạch chạy trốn đến Saint Christopher, và người Hà Lan hỗ trợ đồng hương của họ ở Ter Tholen đánh cắp mọi thứ có giá trị, đặc biệt là số súng và đạn dược còn lại của Đan Mạch.

### Công ty Tây Ấn Đan Mạch

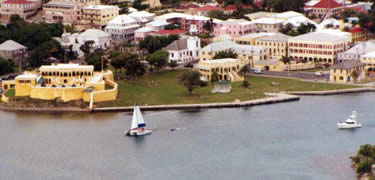
Christiansted, thị trấn chính của St. Croix ở Tây Ấn thuộc Đan Mạch cũ

Người Đan Mạch thành lập Hội đồng Thương mại vào năm 1668 và đạt được một hiệp ước thương mại với Anh, quy định việc định cư không bị cản trở đối với các hòn đảo không có người ở vào tháng 7 năm 1670. Công ty Tây Ấn Đan Mạch được thành lập vào tháng 12 và được chính thức cấp phép bởi Vua Christian V vào năm sau đó. 11 tháng 3 năm 1671. Jørgen Iversen Dyppel, một thương nhân thành công ở Saint Christopher, được bổ nhiệm làm thống đốc và nhà vua đã đưa những người bị kết án từ nhà tù ở Đan Mạch cùng hai con tàu để thành lập thuộc địa, tàu Den forgyldte Krone và tàu Færøe. Den forgyldte Krone được lệnh chạy trước và chờ đợi chiếc Færøe, nhưng cuối cùng lại quay trở lại Đan Mạch sau khi chiếc Færøe dưới sự chỉ huy của Đại úy Zacharias Hansen Bang bị trì hoãn để sửa chữa ở Bergen. Færøe hoàn thành sứ mệnh của mình một mình, thiết lập một khu định cư ở St. Thomas vào ngày 25 tháng 5 năm 1672. Từ một đội ngũ ban đầu gồm 190 người: 12 quan chức, 116 "nhân viên" của công ty (người hầu theo hợp đồng), và 62 trọng tội và gái mại dâm - chỉ còn lại 104 người, 9 người trốn thoát và 77 người chết trên đường vận chuyển. 75 người khác chết trong năm đầu tiên, chỉ còn lại 29 người tiếp tục sống trong khu định cư.
Năm 1675, Iversen tuyên bố chủ quyền Đảo St. John và để lại hai người đàn ông ở đó; vào năm 1684, Thống đốc Adolph Esmit đã cấp nó cho hai thương gia người Anh đến từ Barbados nhưng người của họ đã bị đuổi ra khỏi đảo bởi hai chiếc thuyền trượt của Anh do Thống đốc Stapleton của Quần đảo Leeward thuộc Anh gửi đến. Những hướng dẫn tiếp theo vào năm 1688 nhằm thiết lập một khu định cư trên đảo St. John dường như chưa được thực hiện cho đến khi Thống đốc Bredal chính thức thành lập vào ngày 25 tháng 3 năm 1718.
Quần đảo nhanh chóng trở thành căn cứ cho bọn cướp biển tấn công các tàu trong vùng lân cận và cả Công ty Châu Phi Brandenburg. Thống đốc Johan Lorentz đã tăng thuế đối với họ và tịch thu các kho hàng cũng như thuốc lá, đường và nô lệ vào năm 1689 chỉ để chính quyền ở Copenhagen bác bỏ hành động của ông; Tuy nhiên, hành động vội vàng của ông nhằm chiếm giữ Đảo Crab đã cấm người Brandenburg thành lập thuộc địa Caribe của riêng họ. Quyền sở hữu hòn đảo sau đó bị tranh chấp với người Scotland vào năm 1698 và bị mất hoàn toàn vào tay người Tây Ban Nha vào năm 1811.
St. Croix được mua từ Công ty Tây Ấn của Pháp vào năm 1733. Năm 1754, quần đảo được bán cho vua Frederick V của Đan Mạch, trở thành thuộc địa hoàng gia Đan Mạch.